# Cubières
Cubières  ist eine französische Gemeinde mit 189 Einwohnern (Stand 1. Januar 2022) im Département Lozère in der Region Okzitanien.

## Geographie
Cubières  ist ein Gebirgsdorf in der Nähe des Oberlaufs des Flusses Lot, nördlich des Gebirgsmassivs des Mont Lozère, einem Teil der Cevennen.

## Bevölkerungsentwicklung
| Jahr      | 1962 | 1968 | 1975 | 1982 | 1990 | 1999 | 2007 | 2018 |
| Einwohner | 508  | 398  | 328  | 281  | 207  | 197  | 172  | 187  |